# Цыганов, Николай Фёдорович (лингвист)
Николай Фёдорович Цыганов (11 декабря 1904, с. Мачкасы, Саратовская губерния — 23 октября 1971, Саранск) — мордовский языковед, поэт, основатель эрзя-мордовской лексикографии.

## Биография
Окончил земскую школу в 1916 году, продолжил учëбу в мордовской учительской семинарии в Мачкасах, затем в Петровском педагогическом техникуме и Саратовском университете. После его окончания преподавал в местной школе. В 1932—1934 гг. заведует мордовским отделением, работает преподавателем и ученым секретарем Мордовского пединститута в г. Саранске. В 1934—1938 годах учится в аспирантуре филологического факультета Ленинградского государственного университета под научным руководством профессора Д. В. Бубриха. Одновременно работает секретарем комитета ВЛКСМ и преподавателем филологического факультета. Защитил кандидатскую диссертацию «Вопросы лексики и лексикографии мордовских языков». В 1938—1939 гг. является научным сотрудником института языка и мышления Академии Наук СССР.
В 1930—1931 годах Н. Ф. Цыганов командовал взводом ударно-стрелкового полка в г. Кушка и участвовал в подавлении восстания басмачества в Каракумах. Участник похода в Западную Белоруссию, советско-финской войны (1939—1940). Член ВКП(б) с 1941 года. С сентября 1941 года — на фронтах Великой Отечественной войны: Западном, Степном (с марта 1943). Командовал артбатареей, возглавлял штаб дивизиона, командир дивизиона, начштаба полка, помощник начальника оперативного отдела штаба армии. На фронте был трижды ранен.
После демобилизации работал в Саранске старшим научным сотрудником, заведующим сектором и директором Мордовского научно-исследовательского института языка, литературы, истории и экономики; преподавал в Мордовском педагогическом институте (ныне Мордовский государственный университет имени Н. П. Огарёва), где, в качестве доцента, возглавлял кафедру мордовской филологии. Н. Ф. Цыганов оставил более пятидесяти научных трудов по мордовской лексикографии и диалектологии.
Скончался 20 октября 1971 года.

## Творчество и научная деятельность
Публиковался в мордовской печати с 1920-х годов. Выступал под псевдонимом Гай-Узин. Н. Ф. Цыгановым опубликовано более пятидесяти трудов по лексикографии, диалектологии и мордовскому языкознанию.

### Избранные труды
Источник — Электронные каталоги РНБ
- Вопросы мордов. филологии: [Сб. статей / Отв. ред. Н. Ф. Цыганов]. — Саранск : Морд. кн. изд-во, 1968. — 198 с. — (Кафедра мордовского языка и литературы Мордовского гос. ун-та. Ученые записки ; № 64).
- Русско-эрзянский словарь [ок. 25000 слов] / Сост.: М. Н. Коляденков, Ф. В. Сульпин, Л. П. Тарасов, Н. Ф. Цыганов; Под общ. ред. М. Н. Коляденкова и Н. Ф. Цыганова. — М.: Гос. изд-во иностр. и нац. словарей, 1948. — 418 с. — 5000 экз.
- Цыганов Н. Ф. Вопросы лексики и лексикографии мордовских языков : Автореф. дис. … канд. филол. наук. — М., 1952. — 24 с.
- Эрзянско-русский словарь [ок. 15000 слов с прил. краткого грамматич. очерка] / Сост.: М. Н. Коляденков и Н. Ф. Цыганов; Под ред. Д. В. Бубриха. — М.: Гос. изд-во иностр. и нац. словарей, 1949.

## Награды
- Орден Отечественной войны 2-й степени (16.11.1943)[4]
- Орден Отечественной войны 1-й степени (12.12.1943)[3]
- Орден Красного Знамени (25.12.1943)[5]
- Медаль «За оборону Москвы»